# Palmitia
Palmitia är ett släkte av fjärilar. Palmitia ingår i familjen mott.
Kladogram enligt Catalogue of Life:
| Palmitia | \| \| Palmitia massilialis \| \| \| \| \| \| Palmitia taurica \| \| \| \| |
|          | \| \| Palmitia massilialis \| \| \| \| \| \| Palmitia taurica \| \| \| \| |
|          | Palmitia massilialis                                                      |
|          |                                                                           |
|          | Palmitia taurica                                                          |
|          |                                                                           |